# Cagliostro in Wien
Cagliostro in Wien är en operett i tre akter med musik av Johann Strauss den yngre och libretto av Camillo Walzel och Richard Genée. Operetten hade premiär den 27 februari 1875 på Theater an der Wien i Wien.

## Historia
Under sommaren 1874 började Johann Strauss att arbeta med ett nytt operalibretto av Camillo Walzel (alias F. Zell) och Richard Genée. Det handlade om storsvindlaren Alessandro Cagliostro och en påstådd händelse som ägde rum i Wien 1783 vid 100-årsfirandet av stadens befrielse från turkarna: Cagliostro besökte Wien och duperade hela staden med sina bedrägliga tricks. Den 7 augusti 1874 skrev tidningen Illustriertes Wiener Extrablatt: "Librettot till den nya Straussoperetten är redan klart och har skickats till kompositören. De kvinnliga huvudrollerna ska spelas av [Marie] Geistinger och [Irma] Nittinger". Geistinger skulle verkligen komma att medverka som Lorenza Feliciani medan Nittinger (den första Prins Orlofsky i Läderlappen) aldrig engagerades. Redan någon gång under andra halvan av augusti spelade Strauss i sin villa i Hietzing upp melodier ur den tilltänkta operetten för en vänkrets med tonsättaren Johannes Brahms, Camillo Walzel, författaren Paul Lindau med flera. På hemvägen sade Brahms till de övriga: "Vad skall man speciellt framhålla [ur operetten]? Allt lät ju underbart! Den mannen dryper av musik. Han har alltid musikaliska infall till hands, därigenom skiljer han sig från oss andra!"
Den 22 november 1874 skrev Fremden-Blatt: "Strauss arbetar hårt med instrumenteringen av sin senaste operett 'Wien anno 1780', eller som titeln nu är bestämd till 'Cagliostro i Wien'...Operetten är i tre akter... Dessa ska visa en historiskt riktig bild av det sociala livet i vår kejserliga stad 1783 med, i förgrunden, de högst intressanta figurerna Cagliostro och hans livslånga kumpan Lorenza Feliciani, vilken till vår vetskap för första gången porträtteras i ett drama". I flera år hade press och publik efterfrågat ett scenverk med specifik bakgrund i Wien. I efterhand skulle detta beslut visa sig ödesdigert. Strauss kunde komponera daterad "historisk" musik men det låg inte i hans natur, han var till temperament och natur en man av sin tid. I en historisk operett kunde han dessutom inte fritt få utlopp för sin individualitet. 
Liksom tidigare tilldrog sig arbetet med en ny Straussoperett stort intresse från mediernas sida och från wienarna i gemen. Men det fanns avledande tilldragelser också. En sådan var uruppförandet av Johannes Brahms Ein deutsches Requiem, tätt följt av en Wagnerkonsert, där bland annat musik ur hans opera Götterdämmerung framfördes. I Wien var de musikintresserade uppdelade i Brahmsanhängare och Wagnerianer. När premiären på Cagliostro in Wien ägde rum på Theater an der Wien den 27 februari 1875, hade man redan börjat samla argument för och emot Wagnerkonserten som stundade ett par dagar senare. För en kort tid grävdes stridsyxorna ned. Liksom Brahms och Wagner kunde bägge falangernas anhängare i lika mått njuta av Strauss allt annat än kontroversiella musik.
Premiärföreställningen dirigerades av Strauss själv och blev en stor succé. Publik och kritik var för ovanlighetens skull eniga om att denna operett överträffade Strauss tidigare försök i genren. Men trots den fina kritiken blev Cagliostro in Wien inte alls den varaktiga framgång som man hoppats på. Den 26 oktober 1881 gavs den 56:e och sista föreställningen i Wien. Förgäves försökte Strauss att exportera verket till Paris.

## Personer
| Roller                                                 | Stämma  |
| ------------------------------------------------------ | ------- |
| Kejsarinnan Maria Teresia                              | sopran  |
| Maria Lovisa, infantinna av Spanien                    |         |
| Baron Sebastian Schnucki, kejserlig sedlighetsminister | baryton |
| Greve Cagliostro                                       | baryton |
| Lorenza, gatusångerska                                 | sopran  |
| Löjtnant Feri von Lieven                               |         |
| Frau Adami                                             |         |
| Annemarie, hennes brorsdotter                          |         |
| Teiglein, konditor och Annemaris förmyndare            |         |
| Therese, en ung brud                                   | sopran  |
| Blasoni, grevens betjänt                               | tenor   |
| Severin                                                |         |
| Värdshusvärden                                         |         |
| Hovmarskalken                                          |         |
| Beppo och Barberino, grevens betjänter                 |         |

## Handling
Första akten
Den italienske äventyraren Cagliostro är på ett hemligt uppdrag i Wien. I egenskap av högt rankad fransk politiker är han tänkt att förhindra den förestående förlovningen mellan den österrikiske ärkehertigen Leopold och den spanska arvingen Marie Luise. Med hjälp av gatusångaren Lorenza lyckas Cagliostro att få audiens hos den kejserliga moralkommissionären Baron Sebastian Schnucki. Det bör fungera som ingång till kejsarinnan Maria Theresa. Baron Schnucki plågas emellertid av andra bekymmer: För några år sedan lovade han äktenskap med medelklassdamen Frau Adami och hon uppmanar nu honom att äntligen hålla sitt löfte. Adamis systerdotter Annemarie, å andra sidan, skulle vilja ledas till altaret av löjtnant Feri von Lieven.
Andra akten
Cagliostro har lyckats ta sig in slottet Schönbrunn. Först letar han upp den spanska infantinnan. Tack vare sina hypnotiska krafter påverkar han henne att skriva ett brev till kejsarinnan, enligt vilket hon avstår från förlovningen. Via en omväg hamnar brevet i händerna på Baron Schnucki och löjtnant Feri. Den sistnämnda misstänker omedelbart att Cagliostro är involverad i saken. Äventyraren kan emellertid undvika gripandet genom att gå till kejsarinnan och övertyga henne om att han har hittat ett sätt att göra en billig metall till guld. Därmed lindar konstnären den godtrogna kejsarinnan runt lillfingret. När löjtnant Feri försöker upplysa henne tror hon inte ett ord vad han säger.
Tredje akten
Det tar dock inte lång tid innan Cagliostro ser att hans skimmer bleknar bort. Han får veta av sin vän Lorenza att hans assistent Blasoni har förrått honom. Med honom hade alla hemliga dokument försvunnit. Den besvikne Blasoni vidarebefordrar detta till löjtnant Feri, som nu kan bevisa att hans misstankar var motiverade. Kejsarinnan lovar den arresterade äventyraren frihet om han släpper prinsessan från hennes hypnos. Cagliostro är bara alltför för glad för att göra detta. Så snart han har befriat prinsessan från hennes trolldom, lämnar han Wien med en ballong. Nu löser sig också kärleksproblemen hos fru Adami och hennes brorsdotter. Maria Theresia uppmanar slutligen Baron Schnucki att hålla sitt äktenskapslöfte. Motvilligt vill han underkasta sig kravet; men till hans lättnad har fru Adami hittat någon bättre: konditor Teiglein, hennes brorsdotters vaktmästare. Hennes plötsliga kärlek till den här mannen gör henne också mer generös när det gäller pengar. Hon är nu villig att ge Feri korgen. I slutet av operetten finns det två lyckliga par.

## Musiken
Operetten består av följande musiknummer:
- Ouvertyr
- Nr. 1 Introduktion: (kör)
- Nr. 2 Lied med kör: (Bachmeyer, kör)
- Nr. 2½ (Orkester)
- Nr. 3 (Blasoni, Beppo, Giovanni, Emanuelo)
- Nr. 4 Entrélied: (Fodor)
- Nr. 5 Kör och Lied: (Lorenza)
- Nr. 6 Strofen-Lied: (Lorenza, kör)
- Nr. 7 Kvintett: (Emilie, Adami, Fodor, Lieven, Cagliostro)
- Nr. 8 Final
- Nr. 9 Mellanspel, kör och scen: (Cagliostro, Blasoni, kör)
- Nr. 10 Duett: (Lorenza, Fodor)
- Nr. 11 Terzett: (Emilie, Adami, Cagliostro)
- Nr. 11½ Melodram: (Stråkar)
- Nr. 12 Romanze: (Adami)
- Nr. 13 Duett: (Adami, Blasoni)
- Nr. 14 Lied och kör: (Lorenza)
- Nr. 15 (Severin, Pfannberger, Danniger, kör)
- Nr. 15½  Melodram: (Stråkar)
- Nr. 16 Final II
- Nr. 17 (Emilie)
- Nr. 18½ (Stråkar)
- Nr. 19 Walzer: (Lorenza, Emilie, Fodor)
- Nr. 20 Finale III

### Musikaliskt återbruk
Under många år hade familjen Strauss gjort reklam för olika kompositörers operor och operetter genom att sammanställa egna orkesterverk med teman från verken. I och med Indigo und die 40 Räuber påbörjade Johann Strauss ett liknande tillvägagångssätt men denna gång med sina egna operetter. Utifrån musiken till Cagliostro in Wien sammanställde han sammanlagt sex separata orkesterverk:
- Cagliostro-Quadrille, Kadrilj, Opus 369
- Cagliostro-Walzer, Vals, Opus 370
- Hoch Österreich!, Marsch, Opus 371
- Bitte schön!, Polka-francaise, Opus 372
- Auf der Jagd, Polka-Schnell, Opus 373
- Licht und Schatten, Polkamazurka, Opus 374